# 短尾鼠屬
短尾鼠屬（学名：Brachyuromys），哺乳綱、囓齒目、馬島鼠科的一屬，而與短尾鼠屬（短尾鼠）同科的動物尚有黑髯鼠屬（黑髯鼠）、裸鼠屬（裸鼠）、短足鼠屬（短足鼠）等之數種哺乳動物。

## 下属物种
本属包括以下物种：
- Brachyuromys betsileoensis (Bartlett, 1880)
- Brachyuromys ramirohitra Forsyth Major, 1896